# Sven Alfred Odén
Sven Alfred Odén, född 7 september 1881 i Stockholm, död den 19 oktober 1934, var en svensk statistiker.
Sven Odén blev filosofie kandidat vid Uppsala universitet 1906 och förste aktuarie i Statistiska centralbyrån 1914. Han blev 1921 sekreterare och ledare för förbundsbyrån i Svenska landstingsförbundet. Vid organisationen av detta förbund liksom av Svenska landskommunernas förbund deltog han verksamt. Alltsedan tillkomsten (1914) av "Sveriges landstings tidskrift" var han redaktör för denna. Han var för övrigt bland annat sekreterare i hemslöjdskommittén (1912–1917), sekreterare hos (1919–1921) och ledamot (1920–1923) av kommunalförfattningssakkunniga samt sekreterare hos (1919–1921) och ledamot (1921–1922) av kyrkokommunsakkunniga. Han utgav åtskilliga skrifter i bland annat statistiska och landstingskommunala ämnen samt i fråga om hemslöjdens främjande. Odén är begravd på Norra begravningsplatsen utanför Stockholm.